# Marián Kelemen
Marián Kelemen (ur. 7 grudnia 1979 w Michalovcach) – słowacki piłkarz występujący na pozycji bramkarza.

## Kariera
Kelemen jest wychowankiem klubu ŠK Zemplín Michalovce. Jako junior grał także w zespole NAC Breda. W sezonie 1999/2000, przez rundę jesienną, reprezentował barwy klubu FC Košice. Na wiosnę został bramkarzem Slovana Bratysława. W tym klubie, do połowy sezonu 2001/2002, rozegrał 16 spotkań. Następnie przeniósł się do zespołu ligi tureckiej – Bursasporu. W ciągu dwóch sezonów wystąpił w 50 spotkaniach. W sezonie 2002/2003 przeniósł się do łotewskiej drużyny FK Ventspils, z którą zdobył krajowy puchar. Łącznie rozegrał w drużynie 24 mecze. W latach 2004–2006 bronił barw hiszpańskiego CD Tenerife. Wystąpił w 49 pojedynkach. Reprezentował potem UD Vecindario. Z ligi hiszpańskiej, w sezonie 2007/2008, przeniósł się do Arisu Saloniki. Podczas dwóch sezonów gry w lidze greckiej rozegrał 16 spotkań. W rundzie wiosennej kolejnych rozgrywek został zawodnikiem klubu CD Numancia, w którym zagrał tylko jeden mecz.
12 stycznia 2010 podpisał kontrakt ze Śląskiem Wrocław.
Sezon 2010/2011 zakończył zdobyciem wicemistrzostwa Polski, a rok później został mistrzem kraju.
W lipcu 2013 pozwał sądowo trenera bramkarzy Daniela Pawłowskiego za naruszenie dóbr osobistych z powodu umieszczenia jego wizerunku na analizach video. Sprawa była szeroko komentowana w mediach sportowych. Po sezonie 2013/14, gdzie wygrał ze Śląskiem ""Grupę Spadkową'' zajmując 9. miejsce rozwiązał kontrakt ze Śląskiem i zakończył karierę. Po 10 miesiącach bez klubu podpisał kontrakt 1. FK Příbram do końca sezonu 2014/15. 17 czerwca 2016 podpisał roczny kontrakt z Jagiellonią Białystok, w której grał przez trzy sezony do 2019 roku.

## Sukcesy
FK Ventspils
- Puchar Łotwy (1): 2003

Śląsk Wrocław
- Mistrzostwo Polski (1): 2011/12
- Wicemistrzostwo Polski (1): 2010/11
- 3. miejsce Mistrzostw Polski (1): 2012/13
- Finalista Pucharu Polski (1): 2012/13

Jagiellonia Białystok
- Wicemistrzostwo Polski (2): 2016/17, 2017/18